# أليكسي كيم (لاعب شطرنج)
أليكسي كيم (بالروسية: Ким, Алексей Эдуардович)‏ هو لاعب شطرنج روسي وكوري جنوبي، ولد في 5 أبريل 1986 في طشقند في أوزبكستان.

## وصلات خارجية
- أليكسي كيم على موقع الاتحاد الدولي للشطرنج (الإنجليزية)
- أليكسي كيم على موقع مباريات الشطرنج (الإنجليزية)
- أليكسي كيم على موقع 365Chess.com (الإنجليزية)
- أليكسي كيم على موقع Chesstempo.com (الإنجليزية)
- أليكسي كيم سجل أولمبياد الشطرنج على موقع OlimpBase.org (الإنجليزية)